# Cornetta (grado militare)

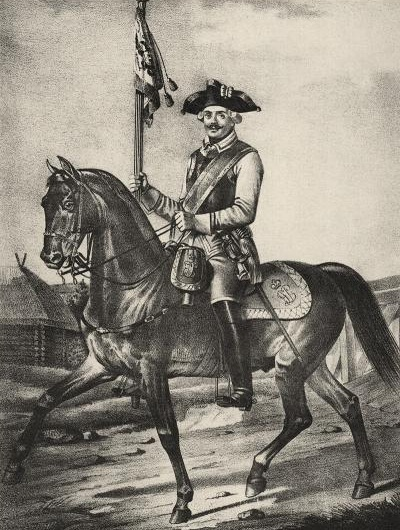
Cornetta di un reggimento di corazzieri dell'Esercito Imperiale Russo (1756 - 1762 circa)

Cornétta (nome derivato da corno, sul modello del francese cornette) era il nome del grado dell'ufficiale di cavalleria che portava la cornetta, bandiera con battente a due punte, con sagomatura di varia foggia, utilizzata come insegna di comando del reparto.

## Etimologia
Cornetta era nel XVII e XVIII secolo un termine usato per un gruppo di cavalleria (tipicamente 100-300 uomini), così chiamato perché era accompagnato da un suonatore di cornetta (uno strumento simile a una tromba, dall'Antico francese cornette (XIV secolo; latino cornū). Successivamente "cornetta" venne a riferirsi all'ufficiale in servizio in una formazione di cavalleria, che ne portava le insegne, ma non si è mai riferito allo stesso suonatore di cornetta; in seguito si riferirà alla caratteristica bandiera con battente a due punte, con sagomatura di varia foggia, utilizzata a terra come insegna di comando per reparti di cavalleria.

## Storia
In Francia, il grado di cornette, corrispondeva a quello attuale di sous-lieutenant (sottotenente), ed era l'equivalente di enseigne (alfiere) della fanteria (l'ufficiale portabandiera). Il suo ruolo in battaglia era quello di custodire lo stendardo della compagnia. Da allora il termine cornetta iniziò a prendere il significato stesso di stendardo.
Il grado fu creato alla fine del XVII secolo per i reggimenti della cavalleria francesi "colonel général" e "mestre de camp général" prima di assumere il significato generale tra il 1756 et 1757.
Nelle compagnie di dragoni, si utilizzava invece il termine guidon (guidone) per designare il grado equivalente a quello di cornetta.
Questo grado è esistito anche nella cavalleria di paesi come la Svezia (kornet), in quello della Russia imperiale (in russo корнет?, kornet), ed è ancora utilizzato nei Paesi Bassi (artiglieria e cavalleria), e in alcuni reggimenti dell'esercito britannico: i principi Henry del Galles e William del Galles hanno rivestito il grado di cornetta nel reggimento Blues and Royals (Royal Horse Guards).

### Stati Uniti
Negli Stati Uniti d'America, il grado di ensign (alfiere) e di cornet (cornetta) furono aboliti dallo US Army nel 1800.

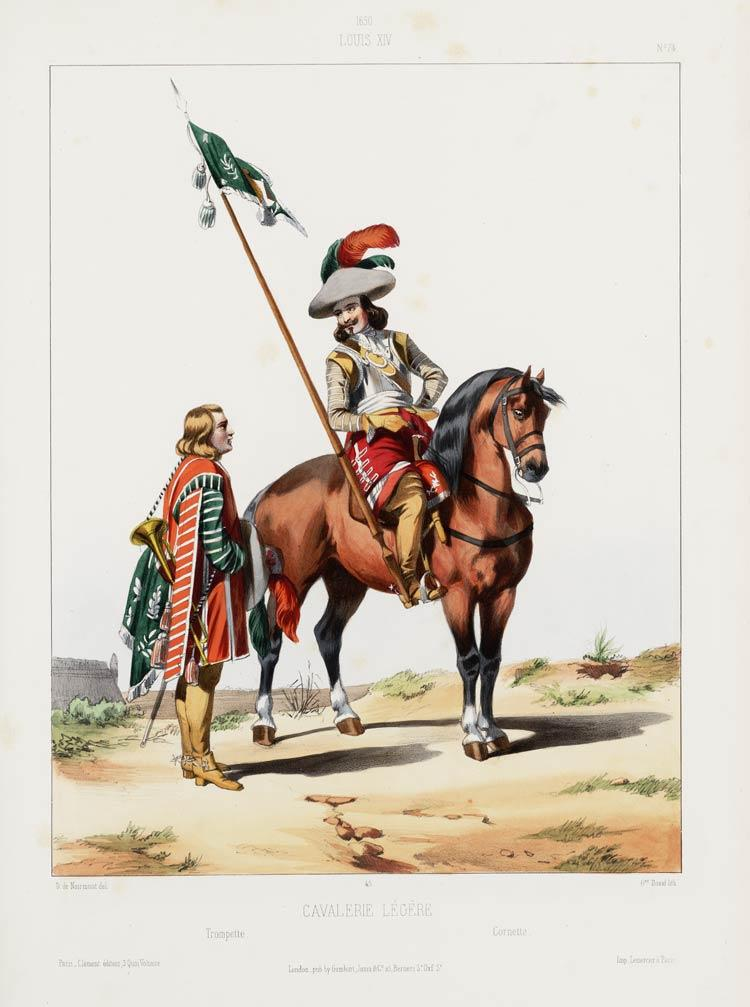
1650, Luigi XIV Cavalleria leggera: trombetta, cornetta
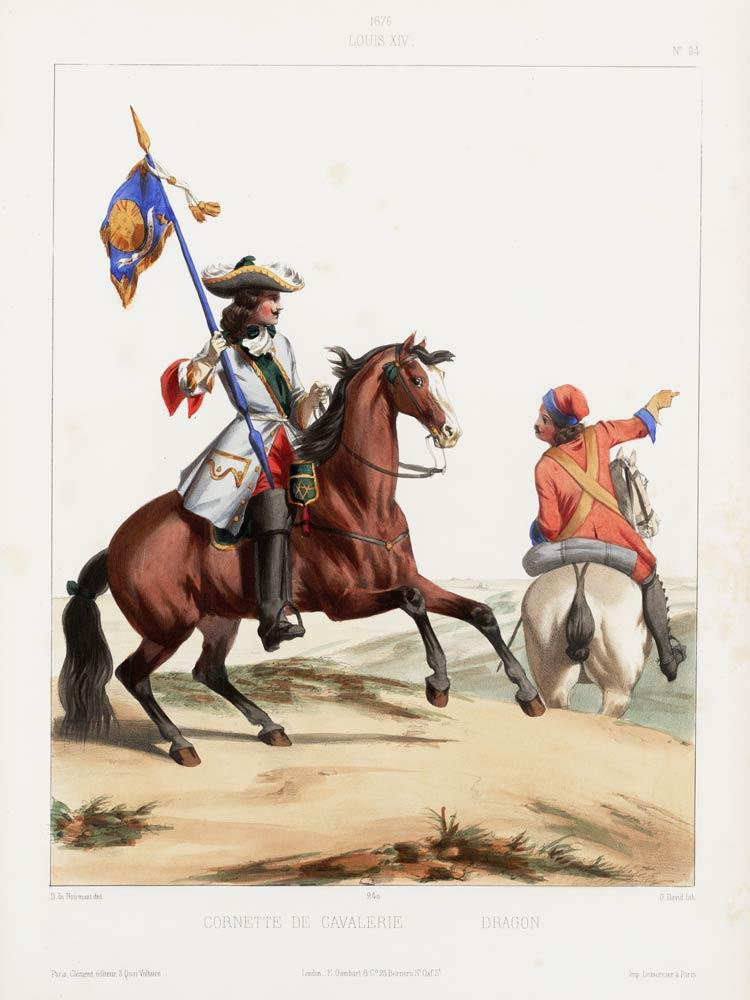
1676, Luigi XIV cornetta di cavalleria leggera dragone
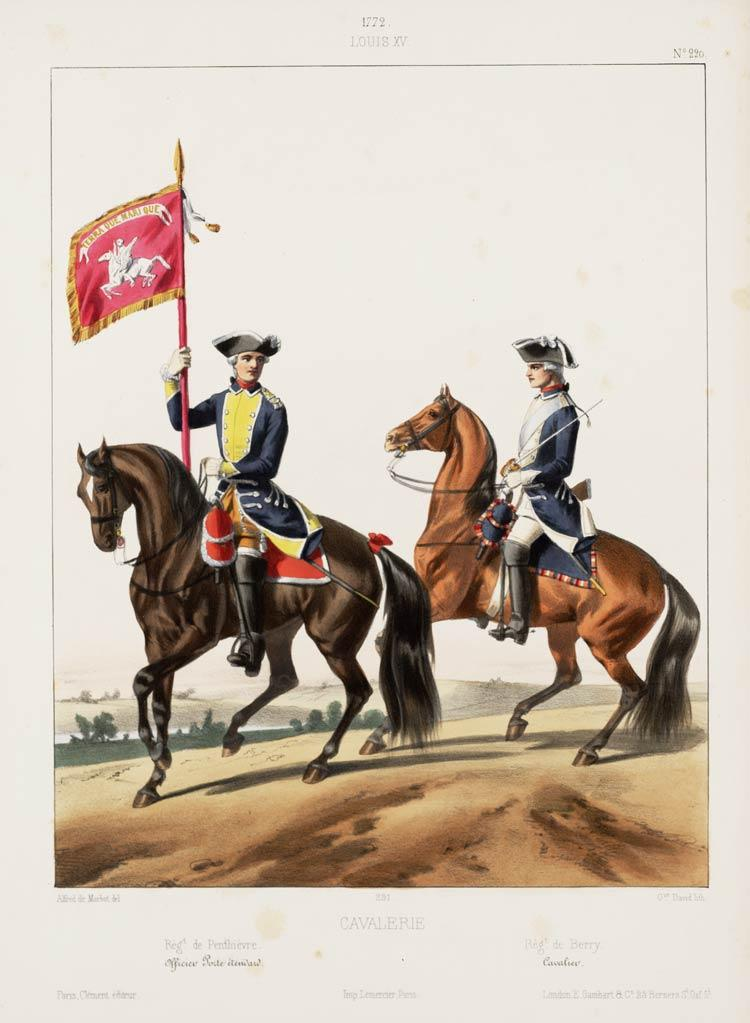
1772, Luigi XV Cavalerie: Reggimento di Penthièvre, ufficiale porta stendardo Reggimento di Berry, cavaliere
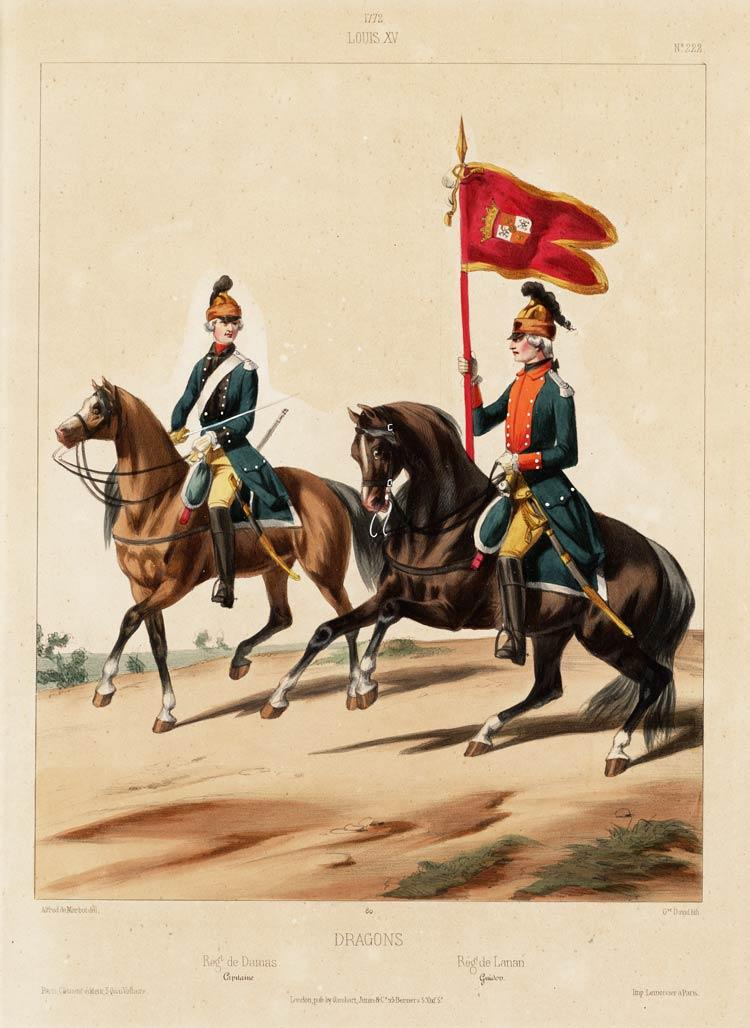
1772 Louis XV Dragons: Régiment de Damas, capitaine Régiment de Lanan, guidone

## Olanda
Il grado di Kornet nelle forze armate olandesi viene utilizzato per gli ufficiali cadetti dell'ultimo anno della Konijnkle Marechaussee (gendarmeria) o nelle armi di cavalleria e artiglieria dell'esercito reale. I cadetti con la stessa anzianità in altri rami dell'esercito o nell'aeronautica reale olandese sono designati con il grado di Vaandrig e quelli con la marina reale olandese Adelborst.
| Koninklijke Landmacht                                  | Koninklijke Landmacht | Koninklijke Luchtmacht | Koninklijke Luchtmacht | Koninklijke Marine                                               | Koninklijke Marine | Korps Mariniers                                                  | Korps Mariniers | Koninklijke Marechaussee | Koninklijke Marechaussee |
| ------------------------------------------------------ | --------------------- | ---------------------- | ---------------------- | ---------------------------------------------------------------- | ------------------ | ---------------------------------------------------------------- | --------------- | ------------------------ | ------------------------ |
| Vaandrig/Kornet Vaandrig Kornet (Cavalerie/Artillerie) |                       | Vaandrig               |                        | Adelborst - Adelborst - Korporaal-adelborst - Sergeant-adelborst |                    | Adelborst - Adelborst - Korporaal-adelborst - Sergeant-adelborst |                 | Kornet                   |                          |

## Russia
Nell'Impero Russo cornetta (russo: Корнет; traslitterato: Kornet) era il grado di ufficiale più basso nella cavalleria dell'Esercito imperiale russo.